# 爪哇海海战
5°0′S 111°0′E / 5.000°S 111.000°E
爪哇海海战（英语：Battle of the Java Sea），日本方面稱泗水岬海戰（日语：スラバヤ沖海戦），发生于1942年2月27日，是第二次世界大战期间日军为占领荷属东印度（今印度尼西亚）而进行的一場海战，由荷蘭、美國、英國和澳洲艦隻組成的盟軍艦隊在此戰大敗，兩艘輕巡洋艦、3艘驅逐艦被擊沉，2,300人陣亡；日本方面則有一艘驅逐艦受損，36人陣亡。
此戰是1916年日德兰海战以來最大規模的水面艦艇之間戰鬥。

## 兵力

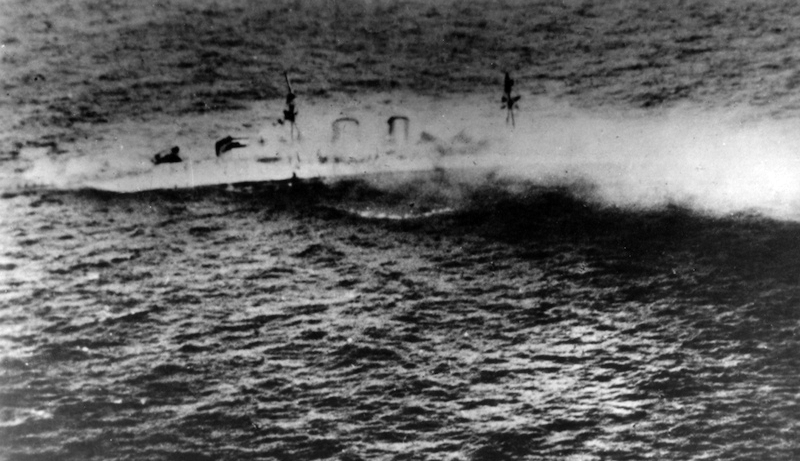
英軍埃克塞特號重巡洋艦於1942年3月1日沉沒

盟軍有重巡洋艦2艘（埃克塞特號、休斯頓號）、輕巡洋艦3艘（德·魯伊特號、爪哇号、伯斯號）、驅逐艦9艘（伊萊翠號、遭遇號、木星號、科爾特涅爾號、維特·德·威斯號、奧爾登號、約翰·D·愛德華茲號、約翰·D·福特號、保羅·瓊斯號）。
日軍有重巡洋艦2艘（那智、羽黑）、輕巡洋艦2艘（那珂、神通）、驅逐艦14艘（夕立、五月雨、村雨、春雨、峯雲、朝雲、雪風、天津風、時津風、初風、山風、江風、漣、潮）。

## 結果
盟軍的輕巡洋艦德·魯伊特號與爪哇號以及驅逐艦科爾特涅爾號被日軍的九三式魚雷擊沈，驅逐艦伊萊翠號被日軍艦炮擊沈，木星號誤觸水雷沈沒。

## 外部連結
- Office of Naval Intelligence, U.S. Navy. . Combat Narratives.   [2021-06-18]. （原始内容存档于2021-12-14）. 盟軍戰時的報告，並不準確。
- .   [2021-06-20]. （原始内容存档于2006-04-12）.
- .   [2021-06-20]. （原始内容存档于2021-03-07）.